# Crossocheilus klatti
Crossocheilus klatti là một loài cá trong họ Cyprinidae. Một số tài liệu khác thường đặt loài cá này với danh pháp Tylognathus klatti hoặc Hemigrammocapoeta kemali.